# Cerezo de Abajo (kommun)
Cerezo de Abajo är en kommun i Spanien.   Den ligger i provinsen Provincia de Segovia och regionen Kastilien och Leon, i den centrala delen av landet, 90 km norr om huvudstaden Madrid. Antalet invånare är 153. Arean är 19,9 kvadratkilometer.
Terrängen i Cerezo de Abajo är platt åt nordväst, men åt sydost är den kuperad.